# Odontopeltis ortonedae
Odontopeltis ortonedae är en mångfotingart som beskrevs av Filippo Silvestri 1897. Odontopeltis ortonedae ingår i släktet Odontopeltis och familjen Chelodesmidae. Inga underarter finns listade i Catalogue of Life.